# Gottfried von Gedeler
Gottfried von Gedeler (* vor 1660; † nach 1718) war ein deutscher Architekt, Baumeister und Ingenieur des Barock.

## Leben und Wirken
Sein Vater war der Architekt und Maler Elias Gedeler (1620–1692). Gottfried heiratete um 1704 Gertraud von Singers. Das Paar
hatte einen Sohn und eine Tochter.
Ab 1693 war Gedeler technischer Ratgeber beim Weiterbau der Johanniskirche in Dessau. Zwischen 1694 und 1703 war er als kurfürstlich brandenburgischer Ingenieur und Stadtbaumeister in Halle tätig, wobei einige Zuordnungen mangels Quellenbelegen auf Indizien beschränkt bleiben müssen. So wird vermutet, dass er am barocken Südflügel des Alten Rathauses mitwirkte. Belegt ist Gedelers Beteiligung am Hauptgebäude der Franckeschen Stiftungen.
Nach dem Tod des Architekten Antonio della Porta wurde er von Markgraf Christian Ernst nach Bayreuth berufen und am 12. November 1702 mit der Besichtigung der herrschaftlichen Gebäude des Markgraftum Brandenburg-Bayreuth beauftragt. Ab 1703 vollendete er als Oberingenieur und Oberbaumeister das von della Porta begonnene Markgräfliche Schloss in Erlangen. Nach eigenen Entwürfen errichtete er dann die dortige Orangerie und vermutlich auch die Konkordienkirche. Daneben entwickelte er Pläne für den Erlanger Schlossgarten und zwei Grundrisse für den Wiederaufbau der 1706 abgebrannten Erlanger Altstadt. 1708 erhielt er den Auftrag, dem Markgrafen einen Riss für das Nürnberger Tor vorzulegen. Der letzte Nachweis für Gedelers Tätigkeit in Erlangen ist ein Bericht aus dem Jahr 1709 über den Zustand der Stadtmauer.
Außerdem wird Gedeler der 1705 bis 1711 ausgeführte Bau der Ordenskirche St. Georgen in Bayreuth zugeschrieben. 1718 ist Gedelers Wirken in Magdeburg nachgewiesen, wohl als Gehilfe des dortigen Stadtbaumeisters.

## Bildergalerie

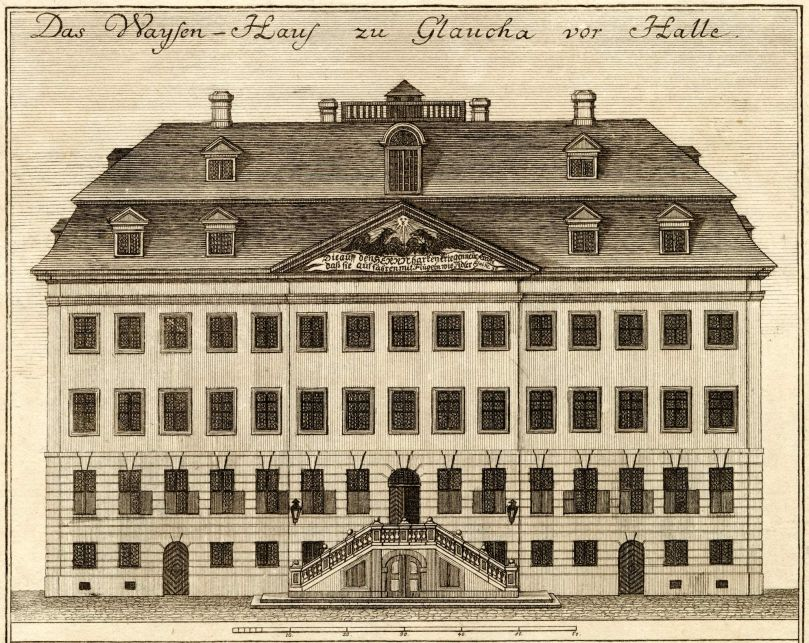
Hauptgebäude der Franckeschen Stiftungen in Halle, Darstellung von 1749
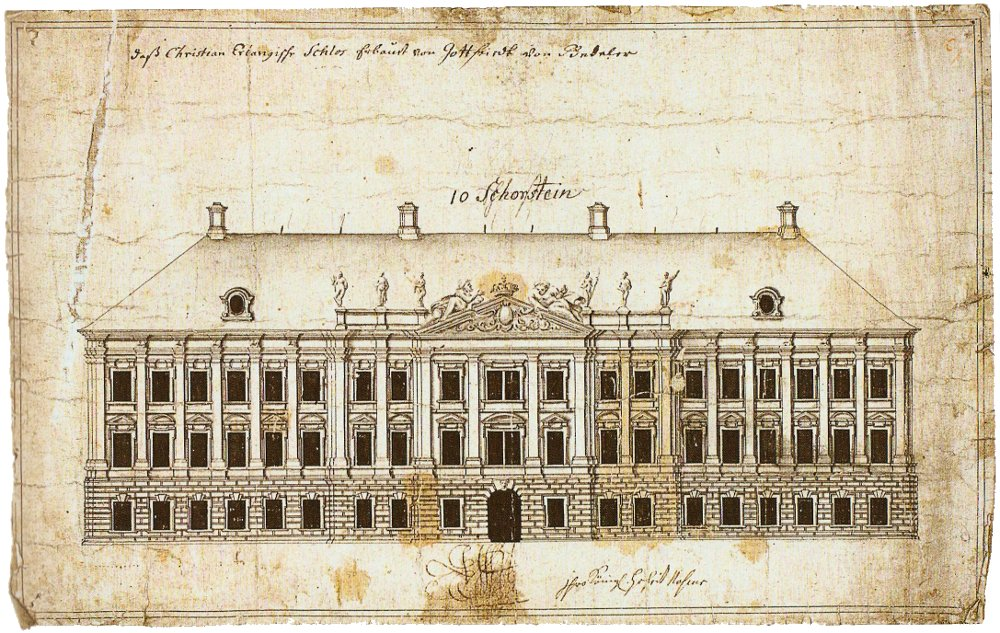
Gottfried von Gedeler zugeschriebener und nicht realisierter Entwurf der Platzfassade des Erlanger Schlosses, 1703
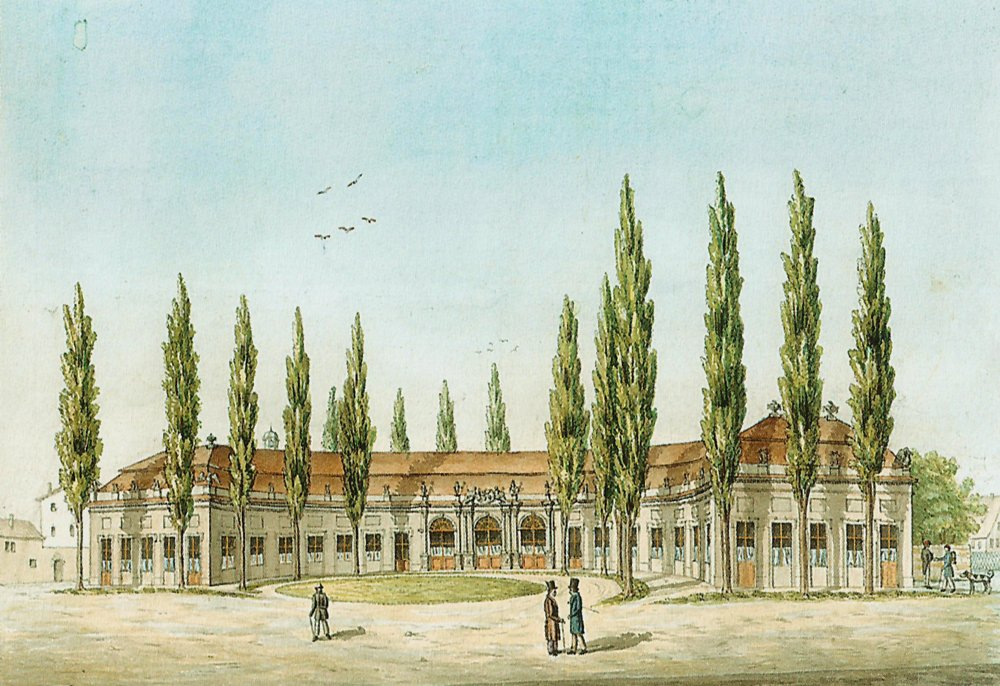
Orangerie in Erlangen, Zeichnung um 1830
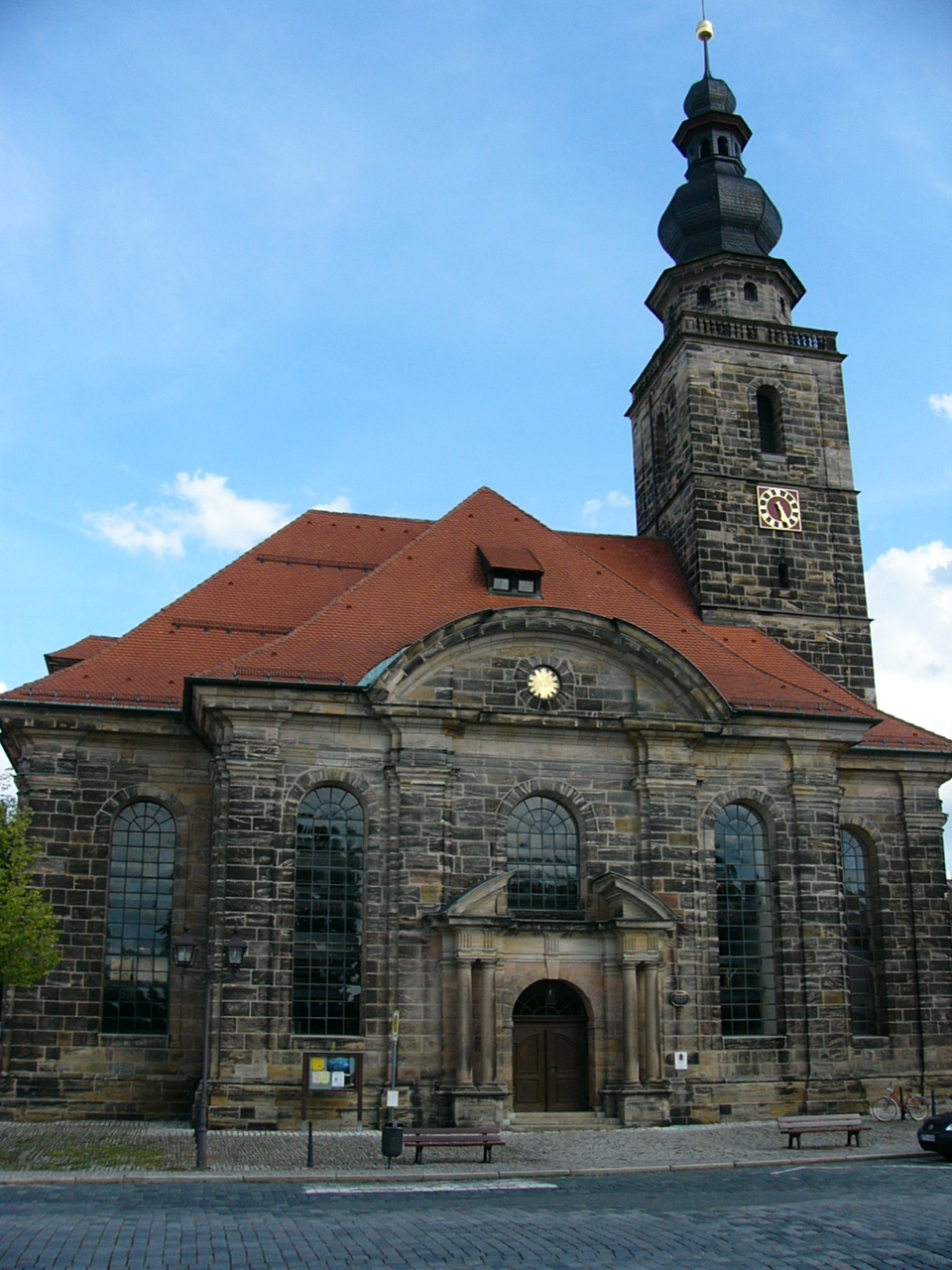
Ordenskirche St. Georgen in Bayreuth, 2008